# Большой Крупец
Большой Кру́пец — деревня в Выгоничском районе Брянской области, в составе Орменского сельского поселения. Расположена у северной окраины села Малфа, на правом берегу реки Крупец. Население — 184 человека (2010).

## История
Упоминается с XVII века как владение князей Барятинских; в XVIII веке куплено Тютчевыми, а в XIX веке переходит к Булашевичам, Васильчиковым, Козловым, позднее фон Дезену и Дворжецкому. До начала XX века официально называлась Княжий Крупец (первоначально — просто Крупец). Входила в приход села Жирятина, с 1863 года — села Малфы.
Первоначально относилась к Подгородному стану Брянского уезда; с последней четверти XVIII века до 1924 года в Трубчевском уезде (с 1861 — в составе Красносельской волости, с 1910 в Малфинской волости; в 1918—1919 входила во временно образованную Никольскую волость). С конца XIX века действовала суконная фабрика.
В 1924—1929 в Жирятинской волости Бежицкого уезда; с 1929 в Выгоничском районе, а в период его временного расформирования (1932—1939, 1963—1977) — в Почепском районе. До 2005 года — в Малфинском сельсовете.